# Volta a Polònia 2005
La Volta a Polònia 2005 fou la 62a edició de la Volta a Polònia i es disputà entre el 12 i el 18 de setembre de 2005, sent la darrera prova del circuit UCI ProTour 2005. El recorregut de la cursa era de 1 245,6 km repartits entre 8 etapes.
El vencedor final fou el luxemburguès Kim Kirchen, de l'equip Fassa Bortolo, que fou seguit pels neerlandesos Pieter Weening i Thomas Dekker.

## Equips participants
Els 20 equips ProTour hi prenen part més dos equips amb wild-card (Miche i Intel-Action)
| N.      | Cod. | Equips                     |
| ------- | ---- | -------------------------- |
| 1-8     | LPR  | Phonak Hearing Systems     |
| 11-18   | DVL  | Davitamon-Lotto            |
| 21-28   | RAB  | Rabobank                   |
| 31-37   | CSC  | Team CSC                   |
| 41-48   | SDV  | Saunier Duval-Prodir       |
| 51-58   | FAS  | Fassa Bortolo              |
| 61-66   | C.A  | Crédit Agricole            |
| 71-77   | LSW  | Liberty Seguros-Würth Team |
| 81-88   | DSC  | Discovery Channel          |
| 91-98   | TMO  | T-Mobile Team              |
| 101-108 | COF  | Cofidis                    |

| N.      | Cod. | Equips                         |
| ------- | ---- | ------------------------------ |
| 111-118 | GST  | Gerolsteiner                   |
| 121-128 | LIQ  | Liquigas-Bianchi               |
| 131-138 | QST  | Quick Step-Innergetic          |
| 141-145 | IBB  | Illes Balears-Caisse d'Epargne |
| 151-158 | LAM  | Lampre-Caffita                 |
| 161-168 | BTL  | Bouygues Télécom               |
| 171-178 | SDM  | Domina Vacanze-De Nardi        |
| 181-188 | FDJ  | Française Des Jeux             |
| 192-198 | EUS  | Euskaltel-Euskadi              |
| 201-208 | MIE  | Team Miche                     |
| 211-218 | INT  | Intel-Action                   |

## Etapes
| Etapa    | Data           | Recorregut                 | Km       | Vencedor d'etapa | Líder          |
| 1a etapa | 12 de setembre | Gdańsk - Elbląg            | 150      | Baden Cooke      | Baden Cooke    |
| 2a etapa | 13 de setembre | Tczew - Olsztyn            | 227      | Daniele Bennati  | Luca Paolini   |
| 3a etapa | 14 de setembre | Ostróda - Bydgoszcz        | 212      | Jaan Kirsipuu    | Luca Paolini   |
| 4a etapa | 15 de setembre | Inowrocław - Leszno        | 213      | Daniele Bennati  | Luca Paolini   |
| 5a etapa | 16 de setembre | Breslau - Szklarska Poręba | 212      | Fabian Wegmann   | Luca Paolini   |
| 6a etapa | 17 de setembre | Piechowice - Karpacz       | 153      | Pieter Weening   | Pieter Weening |
| 7a etapa | 18 de setembre | Jelenia Góra - Karpacz     | 61       | Kim Kirchen      | Kim Kirchen    |
| 8a etapa | 18 de setembre | Jelenia Góra - Karpacz     | 19 (CRI) | Thomas Dekker    | Kim Kirchen    |

## Classificació general
|    | Ciclista          | Equip                      | Temps       |
| -- | ----------------- | -------------------------- | ----------- |
| 1  | Kim Kirchen       | Fassa Bortolo              | 32h 11' 58" |
| 2  | Pieter Weening    | Rabobank                   | + 5"        |
| 3  | Thomas Dekker     | Rabobank                   | a+ 11"      |
| 4  | Thomas Lövkvist   | Française des Jeux         | + 18"       |
| 5  | Danilo Di Luca    | Liquigas-Bianchi           | + 34"       |
| 6  | Michael Boogerd   | Rabobank                   | + 1'04"     |
| 7  | Jan Hruška        | Liberty Seguros-Würth Team | + 2'14"     |
| 8  | Marek Rutkiewicz  | Intel-Action               | + 2'43"     |
| 9  | Sylvain Chavanel  | Cofidis                    | + 2'52"     |
| 10 | José Luis Rubiera | Discovery Channel          | + 3'03"     |

| Pos | Ciclista       | Equip            | Pts |
| --- | -------------- | ---------------- | --- |
| 1   | Kim Kirchen    | Fassa Bortolo    | 70  |
| 2   | Danilo Di Luca | Liquigas-Bianchi | 67  |
| 3   | Thomas Dekker  | Rabobank         | 65  |

| Pos | Ciclista           | Equip           | Pts |
| --- | ------------------ | --------------- | --- |
| 1   | Bartosz Huzarski   | Intel-Action    | 34  |
| 2   | Rubens Bertogliati | Saunier Duval   | 26  |
| 3   | Jesús Hernández    | Liberty Seguros | 12  |

### Classificació dels esprints intermedis
| Pos | Ciclista         | Equip        | Pts |
| --- | ---------------- | ------------ | --- |
| 1   | Robert Förster   | Gerolsteiner | 21  |
| 2   | Bartosz Huzarski | Intel-Action | 4   |
| 3   | Sylvain Chavanel | Cofidis      | 3   |